# 明太祖第七次北伐
明太祖第七次北伐發生於洪武二十三年（1390年）。
洪武二十三年（1390年）正月初三日，朱元璋因為蒙古丞相咬住、太尉乃兒不花、知院阿魯帖木兒等多次騷擾明邊境，詔命晉王朱㭎、燕王朱棣分兵兩路北徵。西路由晉王朱㭎率定遠侯王弼出山西。東路由燕王朱棣率領，以潁國公傅友德為徵虜前將軍，南雄侯趙庸、懷遠侯曹興為左右副將軍，定遠侯王弼、全寧侯孫恪為左右參將，於三月初二日出長城古北口。燕王朱棣偵察到乃兒不花在迤都（今蒙古國蘇赫巴托爾省之達里甘戛附近）屯紮，就決定乘大雪天遠道突襲。三月三十日，燕王到達迤都圍住了乃兒不花的營地，並派乃兒不花的朋友觀童入營勸降。乃兒不花在燕王的軟硬兼施下投降，其部眾數萬人、牲畜數十萬頭都被明軍俘獲。
根據《明史》記載，晉王朱㭎沒碰到蒙古人馬而還。但此戰後，朱㭎、朱棣都被賞賜一百萬錠寶鈔，且其弟蜀王朱椿文集《獻園睿制集》收錄了其給朱㭎寫的信《與晉府書》，其中提到朱㭎此次出兵令蒙古（明朝稱「韃靼」）太尉、丞相、知院等相率歸款，贊朱㭎不戰而屈人兵，因此有學者認為真正收服乃兒不花並在北伐立下首功的應是晉王朱㭎而非燕王朱棣。